# Cerro Serkhe Kkollu
Cerro Serkhe Kkollu är ett berg i Bolivia.   Det ligger i departementet La Paz, i den centrala delen av landet, 400 km nordväst om huvudstaden Sucre. Toppen på Cerro Serkhe Kkollu är 3 738 meter över havet.
Terrängen runt Cerro Serkhe Kkollu är mycket bergig. Runt Cerro Serkhe Kkollu är det glesbefolkat, med 11 invånare per kvadratkilometer.. 
Trakten runt Cerro Serkhe Kkollu består i huvudsak av gräsmarker.